# Адаптер (шаблон)
Адаптер (на английски: Adapter) е структурен шаблон за дизайн, който се използва в обектно-ориентираното програмиране. Той позволява интерфейсът на даден клас да бъде използван от друг интерфейс. Често се ползва при необходимост съществуващи класове да работят с други, без да се променя техният изходен код.

## Определение
Най-простото определение за адаптер е инструмент, който прави възможна работата на два несъвместими интерфейса. Интерфейсите могат да бъдат несъвместими, но вътрешните функционалности трябва да отговарят на приложението. Адаптерът позволява иначе несъвместими класове да работят заедно чрез превръщането на интерфейса на един от класовете в интерфейс с вид, очакван от клиента.

## Структура
Съществуват два вида адаптери:
1. Адаптер на обект. В този случай адаптерът съдържа инстанция на класа, който обвива, като адаптерът извиква инстанцията на обвития обект
2. Адаптер на класове. Този тип адаптер използва няколко полиморфни интерфейса за имплементиране или наследяване както на интерфейса, който се очаква, така и на интерфейса, който е вече наличен. Характерно за очаквания интерфейс е той да бъде създаден като чист интерфейс клас, особено в езици като Java (преди JDK 1.8), които не поддържат множествено наследяване на класове.

## Приложение
Адаптерът е полезен в ситуации, в които един вече съществуващ клас осигурява някои или всички необходими услуги, но не използва необходимия интерфейс. Един добър пример от реалния живот е адаптер, който преобразува интерфейса на Document Object Model на XML документ в дървовидна структура, която може да бъде показана.

## Допълнителна форма на изпълнение на Адаптер
Съществува и допълнителна форма на изпълнение на Адаптер както следва:

Казано е за клас А да подаде някакви данни на клас B. Да допуснем, че това са данни от типа низ. Решението за компилация е:
```
classB
.
setStringData
(
classA
.
getStringData
());

```

Въпреки това, да предположим, че форматът на данните от тип низове трябва да се промени. Решението е да се използва наследяване:
```
public
 
class
 
Format1ClassA
 
extends
 
ClassA
 
{

    
@Override

    
public
 
String
 
getStringData
()
 
{

        
return
 
format
(
toString
());

    
}

}

```

и да се създаде правилно „форматиране“ на обекта по време на изпълнение с помощта на адаптера Factory.
Решение използващо „шаблони“ се изпълнява по следния начин:

(i) дефиниране на посредник „Доставчик“ интерфейс, изписване имплементация за изпълнение на този „Доставчик“ интерфейс, който обвива източника на данните (Class A В този пример) и извеждане данните форматирани по целесъобразност:
```
public
 
interface
 
StringProvider
 
{

    
public
 
String
 
getStringData
();

}

public
 
class
 
ClassAFormat1
 
implements
 
StringProvider
 
{

    
private
 
ClassA
 
classA
 
=
 
null
;

    
public
 
ClassAFormat1
(
final
 
ClassA
 
A
)
 
{

        
classA
 
=
 
A
;

    
}

    
public
 
String
 
getStringData
()
 
{

        
return
 
format
(
classA
.
getStringData
());

    
}

    
private
 
String
 
format
(
String
 
sourceValue
)
 
{

        
//манипулира низът-източник във

        
//формат, който се изисква от обекта, нуждаещ се от информацията на

        
//обекта-източникreturn sourceValue.trim();

    
}

}

```

(ii) изписване на адаптер клас, който връща характерната имплементация на „Доставчика“:
```
public
 
class
 
ClassAFormat1Adapter
 
extends
 
Adapter
 
{

    
public
 
Object
 
adapt
(
final
 
Object
 
OBJECT
)
 
{

    
return
 
new
 
ClassAFormat1
((
ClassA
)
 
OBJECT
);

    
}

}

```

(iii) регистриране на адаптера с глобален регистър, така че адаптерът да може да бъде видян по време на изпълението:
```
AdapterFactory
.
getInstance
().
registerAdapter
(
ClassA
.
class
,
 
ClassAFormat1Adapter
.
class
,
 
"format1"
);

```

(iv) Пренасяне на данни от клас А в клас Б:
```
Adapter
 
adapter
 
=

    
AdapterFactory
.
getInstance
()

        
.
getAdapterFromTo
(
ClassA
.
class
,
 
StringProvider
.
class
,
 
"format1"
);

        
StringProvider
 
provider
 
=
 
(
StringProvider
)
 
adapter
.
adapt
(
classA
);

        
String
 
string
 
=
 
provider
.
getStringData
();

        
classB
.
setStringData
(
string
);

```

или по-добре формулирано:
```
classB
.
setStringData
(

    
((
StringProvider
)

        
AdapterFactory
.
getInstance
()

            
.
getAdapterFromTo
(
ClassA
.
class
,
 
StringProvider
.
class
,
 
"format1"
)

            
.
adapt
(
classA
))

        
.
getStringData
());

```

(v) предимството може да бъде видяно в това, ако решим да пренесем данните във втори формат. Тогава да погледнем различния адаптер/доставчик:
```
Adapter
 
adapter
 
=

    
AdapterFactory
.
getInstance
()

        
.
getAdapterFromTo
(
ClassA
.
class
,
 
StringProvider
.
class
,
 
"format2"
);

```

или ако желаем да изведем данните от клас А, да кажем, като снимки в клас С:
```
Adapter
 
adapter
 
=

    
AdapterFactory
.
getInstance
()

        
.
getAdapterFromTo
(
ClassA
.
class
,
 
ImageProvider
.
class
,
 
"format2"
);

ImageProvider
 
provider
 
=
 
(
ImageProvider
)
 
adapter
.
adapt
(
classA
);

classC
.
setImage
(
provider
.
getImage
());

```

(vii) По този начин използването на адаптери и доставчици позволява множество „изгледи“ от клас C и клас A към клас B, без да се налага да се променя йерархията на класа. Като цяло, това позволява механизма за произволни потоци данни между обекти да бъдат монтирани на съществуваща йерархия.

## Изпълнение на адаптер модела
При прилагането на адаптер за по-голяма яснота може да се прилага името на класа [име на класа] до [Interface] адаптера за прилагане на имплементацията. За пример – DAOToProviderAdapter. Тя трябва да има метод конструктор с променлива от тип adaptee като параметър. Този параметър ще бъде приет за член на инстанция на [име на класа] до [Interface] адаптер. Когато clientMethod се извика той ще има достъп до adaptee инстанцията, която дава възможност за достъп до необходимите данни на adaptee и извършване на операции по тези данни, което генерира желания изход.
```
public
 
class
 
AdapteeToClientAdapter
 
implements
 
Adapter
 
{

    
private
 
final
 
Adaptee
 
instance
;

    
public
 
AdapteeToClientAdapter
(
final
 
Adaptee
 
instance
)
 
{

        
this
.
instance
 
=
 
instance
;

    
}

    
@Overridepublic
 
void
 
clientMethod
()
 
{

    
}

}

```

Имплементация в Scala:
```
implicit
 
def
 
adaptee2Adapter
(
adaptee
:
 
Adaptee
):
 
Adapter
 
=
 
{

    
new
 
Adapter
 
{

        
override
 
def
 
clientMethod
:
 
Unit
 
=
 
{

        
// повиква метода/и на Adaptee, за да осъществи clientMethod на Клиента. */

        
}

    
}

}

```

## Лепило код
Терминът лепило код понякога се използва за описване на реализации на модела на адаптера. Тя не допринася на изчисленията или компилацията. Тя по-скоро служи като прокси между иначе несъвместими части на софтуер, за да ги направят съвместими. Стандартната практика е да се запази логиката на лепило кода и да се остави това на кода към който се свързва.

### Java(чрез наследяване)
```
// Target

public
 
interface
 
Chief

{

  
public
 
Object
 
makeBreakfast
();

  
public
 
Object
 
makeLunch
();

  
public
 
Object
 
makeDinner
();

}

// Adaptee

public
 
class
 
Plumber

{

  
public
 
Object
 
getScrewNut
()

  
{
 
...
 
}

  
public
 
Object
 
getPipe
()

  
{
 
...
 
}

  
public
 
Object
 
getGasket
()

  
{
 
...
 
}

}

// Adapter

public
 
class
 
ChiefAdapter
 
extends
 
Plumber
 
implements
 
Chief

{

  
public
 
Object
 
makeBreakfast
()

  
{

    
return
 
getGasket
();

  
}

  
public
 
Object
 
makeLunch
()

  
{

    
return
 
getPipe
();

  
}

  
public
 
Object
 
makeDinner
()

  
{

    
return
 
getScrewNut
();

  
}

}

// Client

public
 
class
 
Client

{

  
public
 
static
 
void
 
eat
(
Object
 
dish
)

  
{
 
...
 
}

  
public
 
static
 
void
 
main
(
String
[]
 
args
)

  
{

    
Chief
 
ch
 
=
 
new
 
ChiefAdapter
();

    
Object
 
dish
 
=
 
ch
.
makeBreakfast
();

    
eat
(
dish
);

    
dish
 
=
 
ch
.
makeLunch
();

    
eat
(
dish
);

    
dish
 
=
 
ch
.
makeDinner
();

    
eat
(
dish
);

    
callAmbulance
();

  
}

}

```

### Java(чрез композиция)
```
// Файл Chief.java

public
 
interface
 
Chief
 
{

	
public
 
Object
 
makeBreakfast
();

	
public
 
Object
 
makeDinner
();

	
public
 
Object
 
makeSupper
();

}

// Файл Plumber.java

public
 
class
 
Plumber
 
{

	
public
 
Object
 
getPipe
(){

		
return
 
new
 
Object
();

	
}

	
public
 
Object
 
getKey
(){

		
return
 
new
 
Object
();

	
}

	
public
 
Object
 
getScrewDriver
(){

		
return
 
new
 
Object
();

	
}

}

// Файл ChiefAdapter.java

public
 
class
 
ChiefAdapter
 
implements
 
Chief
{

	
private
 
Plumber
 
plumber
 
=
 
new
 
Plumber
();

	
@Override

	
public
 
Object
 
makeBreakfast
()
 
{

		
return
 
plumber
.
getKey
();

	
}

	
@Override

	
public
 
Object
 
makeDinner
()
 
{

		
return
 
plumber
.
getScrewDriver
();

	
}

	
@Override

	
public
 
Object
 
makeSupper
()
 
{

		
return
 
plumber
.
getPipe
();

	
}

}

// Файл Client.java

public
 
class
 
Client
 
{

	
public
 
static
 
void
 
main
 
(
String
 
[]
 
args
){

		
Chief
 
chief
 
=
 
new
 
ChiefAdapter
();

		
Object
 
key
 
=
 
chief
.
makeDinner
();

	
}

}

```

### PHP5(пример за Адаптер шаблон на PHP5)
```
<?php

class
 
IndependentDeveloper1

{

    
public
 
function
 
calc
(
$a
,
 
$b
)
 
{

        
return
 
$a
 
+
 
$b
;

    
}

}

class
 
IndependentDeveloper2

{

    
public
 
function
 
nameIsVeryLongAndUncomfortable
(
$a
,
 
$b
)
 
{

        
return
 
$a
 
+
 
$b
;

    
}

}

interface
 
IAdapter

{

    
public
 
function
 
sum
(
$a
,
 
$b
);

}

class
 
ConcreteAdapter1
 
implements
 
IAdapter

{

    
protected
 
$object
;

    
public
 
function
 
__construct
()
 
{

        
$this
->
object
 
=
 
new
 
IndependentDeveloper1
();

    
}

    
public
 
function
 
sum
(
$a
,
 
$b
)
 
{

        
return
 
$this
->
object
->
calc
(
$a
,
 
$b
);

    
}

}

class
 
ConcreteAdapter2
 
implements
 
IAdapter

{

    
protected
 
$object
;

    
public
 
function
 
__construct
()
 
{

        
$this
->
object
 
=
 
new
 
IndependentDeveloper2
();

    
}

    
public
 
function
 
sum
(
$a
,
 
$b
)
 
{

        
return
 
$this
->
object
->
nameIsVeryLongAndUncomfortable
(
$a
,
 
$b
);

    
}

}

$adapter1
 
=
 
new
 
ConcreteAdapter1
();

$adapter2
 
=
 
new
 
ConcreteAdapter2
();

function
 
sum
(
IAdapter
 
$adapter
)
 
{

    
echo
 
$adapter
->
sum
(
2
,
 
2
);

}

sum
(
$adapter1
);

sum
(
$adapter2
);

```

### JavaScript(пример за Адаптер шаблон на JavaScript)
```
function
 
Search
 
(
text
,
 
word
)
 
{

	
var
 
text
 
=
 
text
;

	
var
 
word
 
=
 
word
;

	
this
.
searchWordInText
 
=
 
function
 
()
 
{

		
return
 
text
;

	
};

	
this
.
getWord
 
=
 
function
 
()
 
{

		
return
 
word
;

	
};

};

function
 
SearchAdapter
 
(
adaptee
)
 
{

	
this
.
searchWordInText
 
=
 
function
 
()
 
{

		
return
 
'Тези думи '
 
+
 
adaptee
.
getWord
()

			
+
 
' намерени в текста '
 
+
 
adaptee
.
searchWordInText
();

	
};

};

var
 
search
 
=
 
new
 
Search
(
"текст"
,
 
"думи"
)

var
 
searchAdapter
 
=
 
new
 
SearchAdapter
(
search
);

searchAdapter
.
searchWordInText
();

```

### Python(пример за Адаптер шаблон на Python)
```
class
 
GameConsole
:

    
def
 
create_game_picture
(
self
):

        
return
 
'picture from console'

class
 
Antenna
:

    
def
 
create_wave_picture
(
self
):

        
return
 
'picture from wave'

class
 
SourceGameConsole
(
GameConsole
):

    
def
 
get_picture
(
self
):

        
return
 
self
.
create_game_picture
()

class
 
SourceAntenna
(
Antenna
):

    
def
 
get_picture
(
self
):

        
return
 
self
.
create_wave_picture
()

class
 
TV
:

    
def
 
__init__
(
self
,
 
source
):

        
self
.
source
 
=
 
source

    
def
 
show_picture
(
self
):

        
return
 
self
.
source
.
get_picture
()

g
 
=
 
SourceGameConsole
()

a
 
=
 
SourceAntenna
()

game_tv
 
=
 
TV
(
g
)

cabel_tv
 
=
 
TV
(
a
)

print
 
game_tv
.
show_picture
()

print
 
cabel_tv
.
show_picture
()

```

### C#(пример за Адаптер шаблон на C#)
```
using
 
System
;

 
namespace
 
Adapter

 
{

  
class
 
MainApp

  
{

    
static
 
void
 
Main
()

    
{

      
// Create adapter and place a request

      
Target
 
target
 
=
 
new
 
Adapter
();

      
target
.
Request
();

      
// Wait for user

      
Console
.
Read
();

    
}

  
}

  
// "Target"

  
class
 
Target

  
{

    
public
 
virtual
 
void
 
Request
()

    
{

      
Console
.
WriteLine
(
"Called Target Request()"
);

    
}

  
}

  
// "Adapter"

  
class
 
Adapter
:
 
Target

  
{

    
private
 
Adaptee
 
adaptee
 
=
 
new
 
Adaptee
();

    
public
 
override
 
void
 
Request
()

    
{

      
// Possibly do some other work

      
// and then call SpecificRequest

      
adaptee
.
SpecificRequest
();

    
}

  
}

  
// "Adaptee"

  
class
 
Adaptee

  
{

    
public
 
void
 
SpecificRequest
()

    
{

      
Console
.
WriteLine
(
"Called SpecificRequest()"
);

    
}

  
}

 
}

```